# Domčice
Domčice (německy Domschitz) jsou vesnice, součást obce Horní Dunajovice v okrese Znojmo. Tvoří jednu ze dvou základních sídelních jednotek obce, přičemž leží ve vlastním katastrálním území o rozloze 2,53 km².
První písemná zmínka o vsi je z roku 1447. Po roce 1850 byly Domčice samostatnou obcí. V roce 1960 se staly součástí sousedních Horních Dunajovic, v rámci kterých byly částí obce. K 11. listopadu 2001 byla část obce Domčice zrušena, takže od té doby jsou Domčice pouze základní sídelní jednotkou a katastrálním územím.

## Název
Na vesnici bylo přeneseno původní pojmenování jejích obyvatel Domčici, které bylo odvozeno od osobního jména Domek (což byla domácká podoba některého jména začínajícího na Dom-, např. Domaslav, Domarad, Domamysl) a znamenalo "Domkovi lidé".

## Památky
- Kaple svaté Markéty
- Vodní mlýn č.p. 161 (původní č.p. 1)